# Chó sói Himalaya
Chó sói Himalaya (Canis lupus) là một phân loài đang gây tranh cãi trong việc phân loại. Loài này được phân biệt bởi các dấu hiệu di truyền của nó, với DNA ty thể cho thấy rằng nó có liên quan về mặt di truyền với sói xám Holarctic và sói Tây Tạng, có liên hệ với sói vàng châu Phi (Canis anthus). Không có sự khác biệt về hình thái nổi bật giữa những con sói đến từ dãy Himalaya và phân loài sói đến từng vùng Tây Tạng. Loài sói này sinh sống ở miền bắc Ấn Độ, thuộc vùng Ladakh miền đông Kashmir, vùng Lahaul và Spiti ở phía đông bắc của Himachal Pradesh, một phần của Uttarakhand và Bắc Sikkim. Nó cũng đang sinh sống ở khu vực dãy Himalaya thuộc lãnh thổ Nepal.

## Con mồi
Sói Himalaya thích bắt những con mồi sinh sống hoang dã hơn con mồi được chăn nuôi. Chúng thích linh dương Tây Tạng kích thước nhỏ hơn so với hươu trắng có kích thước lớn hơn và chúng thích linh dương Tây Tạng sống ở đồng bằng hơn là bò tót sống ở khu vực vách đá. Thực phẩm bổ sung bao gồm Marmota himalayana, Lepus oiostolus và Ochotona. Sói Himalaya không bắt các con vật được chăn nuôi làm con mồi ở những vùng con mồi sinh sống hoang dã, tuy nhiên sự xâm lấn môi trường sống và sự suy giảm của quần thể con mồi hoang dã được dự báo sẽ dẫn đến việc loài sói này gây xung đột với những người chăn nuôi gia súc. Để bảo vệ những con sói này, điều quan trọng là phải bảo vệ các quần thể con mồi hoang dã khỏe mạnh thông qua việc dành riêng các khu bảo tồn và nơi trú ẩn cho động vật hoang dã.